# Inglewood - Live in California
Inglewood - Live in California è un album live dei Deep Purple, pubblicato nel 2002 ma registrato il 18 ottobre 1968 a Inglewood, California. È una delle poche registrazioni dal vivo della formazione originale del gruppo, il cosiddetto Mark I.

## Lista tracce
1. Hush - 4:44 - (Joe South)
2. Kentucky woman - 5:01 - (Neil Diamond)
3. Mandrake root - 10:10 - (Rod Evans, Ritchie Blackmore, Jon Lord)
4. Help! - 6:19 - (John Lennon, Paul McCartney)
5. Wring that neck - 6:40 - (Blackmore, Nick Simper, Lord, Ian Paice)
6. River deep, mountain high - 9:44 - (Phil Spector, Jeff Barry, Ellie Greenwich)
7. Hey Joe - 7:57 - (Billy Roberts)

## Formazione
- Rod Evans - voce
- Ritchie Blackmore - chitarra elettrica
- Nick Simper - basso elettrico
- Jon Lord - organo Hammond
- Ian Paice - batteria, percussioni